# Castelo de Ujazdów
O Castelo de Ujazdów (Polaco: Zamek Ujazdowski) é um castelo na região histórica de Ujazdów, entre o Parque de Ujazdów e o Parque dos Banhos Reais (Łazienki Królewskie), em Varsóvia, Polónia.

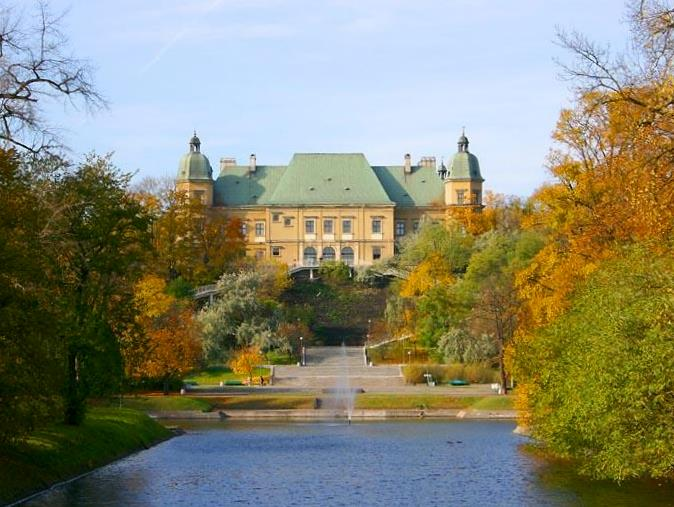
O castelo, visto do Canal Real…

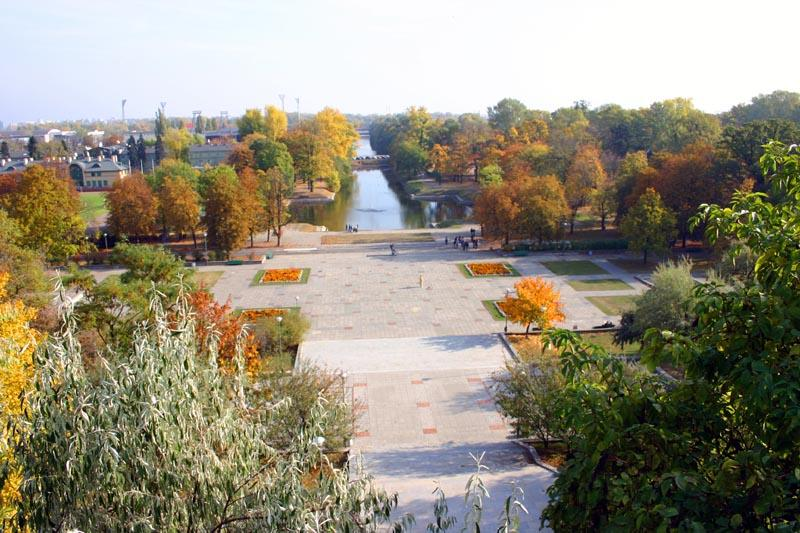
… e vice versa.

## História
O primeiro castelo no local foi eregido pelos Duques da Mazóvia, no século XIII. Contudo, no século seguinte, a sua corte moveu-se para o futuro Castelo Real de Varsóvia, pelo que o castelo de Ujazdów foi praticamente abandonado.
No Século XVI, uma casa senhorial foi construída para a Raínha Bona Sforza.
E foi a 12 de Janeiro de 1578, no Castelo de Ujazdów, que a tragédia em versos brancos The Dismissal of the Greek Envoys de Jan Kochanowski,  foi inaugurada, durante o casamento de Jan Zamoyski e Krystyna Radziwiłł.

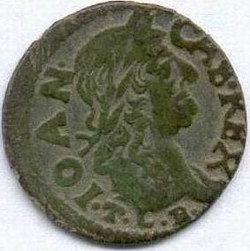
boratynka - moeda no Castelo de Ujazdów, com o perfil do Rei Jan II Kazimierz.

As ruínas do castelo dos príncipes Mazovianos foram incorporadas na nova casa senhorial construída a mando do Rei Sigismundo III Vasa para o seu filho, o futuro Rei Władysław IV Vasa. Contudo, existem poucas evidências de que o jovem príncipe teria usufruido da residência, pois passava grande parte do seu tempo na corte do pai.
Novamente negligenciado, em 1674 o castelo foi comprado por Stanisław Herakliusz Lubomirski e arrendado pelo Rei Augusto II, que mandou construir uma nova residência real.
O castelo, incorporando muito das construções anteriores do local, foi construído pelo arquiteto e engenheiro do Séc. XVII Tylman de Gameren.